# Gustav Kawerau
Gustav Kawerau, född den 25 februari 1847 i Bunzlau, död den 1 december 1918 i Berlin, var en tysk kyrkohistorisk och praktisk teologisk författare, son till organisten Martin Kawerau.
Kawerau blev professor 1886 i Kiel och 1893 i Breslau samt 1907 medlem av överkyrkorådet i Berlin. Bland hans många arbeten kan nämnas en årgång Predigten (2 band, 1897–99), flera monografier till den tyska reformationens historia, medarbetarskap i den stora Weimareditionen av Luthers skrifter samt det berömda arbetet Reformation und Gegenreformation (3:e upplagan 1907, utgör band III av Möllers Lehrbuch der Kirchengeschichte).

## Fotnoter
1. 1 2  Bibliothèque nationale de France, BnF Catalogue général : öppen dataplattform, id-nummer i Frankrikes nationalbiblioteks katalog: 103584311, läst: 10 oktober 2015.[källa från Wikidata]